# 1247
1247 (MCCXLVII) je bilo navadno leto, ki se je po julijanskem koledarju začelo na torek.

## Dogodki

### Gibelini vs. gvelfi
- junij - Lombardsko mesto Parma prestopi na gvelfovsko stran, kar je resen udarec za izobčenega rimsko-nemškega cesarja Friderika II., ki začne s pripravami na obleganje Parme. 1248 ↔
- 3. oktober - Po smrti nemškega (proti)kralja Henrika Raspeja je za novega (gvelfovskega) nemškega (proti)kralja izvoljen holandski grof Vilijem II., katerega vpliv pa nikoli ne seže izven Porenja. 1248 ↔
- 13. december - Nemški protikralj Vilijem II. prične oblegati gibelinski/štaufovski Kaiserswerth[1]. 1248 ↔

### Zamorje
- Egiptovski ajubidski sultan Al-Malik al-Salih se polasti Jeruzalema.↓
- 16. junij → Osvoji še Tiberiado ob Galilejskem jezeru. ↓
- 15. oktobra → prežene križarje še iz Galileje in najjužnejšega križarskega obalnega mesta Askalona.
- Umrlega velikega mojstra vitezov templarjev Richarda de Buresa[2] nasledi Guillaume de Sonnac, 18. veliki mojster po seznamu.
- Po smrti jeruzalemske regentinje Alicije Šampanjske jeruzalemski kralj Konrad II., ki se bori za evropsko dediščino, še naprej zanemarja skromen obalni ostanek Jeruzalemske kraljevine. Regentske naloge prevzame Alicijin sin in ciprski kralj Henrik I.

### Ostalo
- 12. februar - Umrlo luksemburško grofico Ermesindo  nasledi sin Henrik V.
- 16. februar - Umre turinški deželni grof in gvelfovski kralj Henrik Raspe (↑). V Turingiji ga nasledi nečak po materini strani Henrik III. Meissenški[3]. Zahteve po turinški dednini imata deželni grof Hessena Henrik I. in Cerkev preko mainškega nadškofa Sigfrida III., kar je povod v vojno za turinško nasledstvo (1247–1264).
- 25. februar - Umrlega lotarinškega vojvodo Henrika IV. nasledi v vojvodini Limburg-Spodnja Lotaringija starejši sin Valeran IV. in grofiji Berg mlajši sin Adolf VII.
- 29. julij - Kronanje norveškega kralja Hakona IV., ki končno dobi krono od papeža, čeprav je de facto vladal že od leta ← 1217.
- 1. december - Rekonkvista: vsesplošen upor muslimanov v Valenciji. Valencijski in aragonski kralj Jakob I. jih v tem in naslednjem letu izžene v Granado in severno Afriko.

- Sestrski mesti Berlin in Cölln, ki ju je ločila zgolj reka Spree, začneta graditi skupno mestno hišo.
- Papež Inocenc IV. prekliče odločitev prejšnjega papeža Gregorja IX. o požigu Talmuda, a doda določilo, da ga je treba cenzurirat.
  - V Lyon, kjer se zadržuje papež, prispeta mongolska odposlanca Aïbeg in Serkis. V glavnem ponovita zahteve (umrlega) kana Güyüka, da se mu papež in evropski vladarji podredijo.
- Ogrski kralj Béla IV. preda Kneževino Vlaško[4] vitezom hospitalcem.
- Provansalska grofica-vdova Beatrika Savojska zbere koalicijo proti novemu provansalskemu grofu Karlu Anžujskemu. V zameno za odpoved po dednini umrlega soproga zahteva od Karla prežitek in dosmrtno rento. Ker se Karel skupaj z bratom kraljem Ludvikom IX. pripravlja na novo križarsko vojno, pristane na njene pogoje.
- Papeška odposlanca na mongolski dvor Giovanni da Pian del Carpine in Benedikt Poljski se vrneta iz Mongolije v Evropo.
- Angleški kralj Henrik III. preseli rodbino Lusignanskih, ki so se uprli francoskemu kralju Ludviku IX., v Anglijo, jih večino zaposli, dodeli letno rento in nekaterim obmejna ozemlja v Walesu in na Irskem.
  - Henrik III. investira za novega grofa Pembroka Williama de Valenceja iz rodbine Lusignanskih.
- Henrik III. si prilasti skoraj polovico valižanske kneževine Gwynedd in ostalo polovico razdeli med dediča Llywelyna ap Gruffudda in Owaina Gocha ap Gruffydda.
- Moskovski knez Mihael Horobrit[5] se polasti vladimirske kneževine in izžene velikega kneza, svojega strica, Svjatoslava III. 1248 ↔
- Umrlega mazovijskega vojvodo Konrada I. nasledi sin Boleslav I.
- Po smrti mejnega grofa Moravije in češkega kronskega princa Vladislava Pržemislida se fevdi vrnejo njegovemu očetu češkemu kralju Venčeslavu I.
- Zlata horda: Batu Kan pošlje brata Jaroslaviča[6] Aleksandra Nevskega in Andreja II. na mongolski dvor, da pred vrhovnim kanamom Güyükom obnovita tributarno zavezo.
- Kitajski matematik Qin Jiushao objavi izrek o ostankih.
- Kitajski uradnik in sodni preizkovalec Song Ci izda delo »Izbrani primeri poprave krivic«, eno prvih del s področja forenzične medicine.

## Rojstva
Neznan datum
- Angelo da Clareno, italijanski mistik, ustanovitelj Fraticellov († 1337)
- Ivan II., grof Holandije, Zeelandije, Hainauta (I.) († 1304)
- Janez iz Montecorvina, italijanski frančiškanski misijonar, diplomat, popotnik († 1328)
- Jolanda II., grofica Neversa († 1280)
- Margareta iz Cortone, italijanska spokornica, svetnica († 1297)
- Obizzo II. d'Este, markiz Ferrare († 1293)
- Rašid al-Din Hamadani, perzijski (ilkanatski) državnik, zdravnik, zgodovinar († 1318)
- Ulagči, kan Zlate horde († 1257)
- Yishan Yining, kitajski zen budistični menih in popotnik († 1317)

## Smrti
- 12. februar - Ermesinda Luksemburška, grofica (* 1186)
- 16. februar - Henrik Raspe, deželni grof Turingije, nemški (proti)kralj (* 1204)
- 18. februar - Taddeo da Suessa, italijanski pravnik, svetovalec cesarja Friderika II.
- 25. februar - Henrik IV., vojvoda Limburga-Spodnje Lotaringije, grof Berga (* 1200)
- 10. junij - Rodrigo Jiménez de Rada, španski zgodovinar, nadškof Toleda (* 1170)
- 31. avgust - Konrad I. Mazovski, veliki vojvoda Poljske (* okoli  1187/1188)

Neznan datum
- Alicija Šampanjska, princesa, ciprska kraljica, regentinja (* 1195)
- Konrad I., vojvoda Mazovije, poljski nadvojvoda (* 1187)
- Richard de Bures, veliki mojster vitezov templarjev
- Štefan Radoslav, srbski kralj (* 1192)
- Vladislav Moravski, češki princ, mejni grof Moravije (* 1227)